# ボスコアドベンチャー
『ボスコアドベンチャー』（英語: Bosco Adventure）は、イタリアの童話作家・トニー・ウルフによる絵本『ボスコの森の住人たち』を原作とする、よみうりテレビ、電通大阪支社、日本アニメーションの共同製作による日本のテレビアニメ作品。1986年10月から1987年3月まで、日本テレビ系列にて全26話が放送された。

## 概要
ボスコの森に住むカエルのフローク、カメのタッティ、カワウソのオッターの3人が、気球船「ボスコ号」で妖精の王女・アプリコット姫を故郷のフォンテーンランドに送り届ける模様を描いた冒険アニメーション。
イタリアの童話作家トニー・ウルフによる絵本『ボスコの森の住人たち』（イタリア語: Le storie del Bosco）を原作とするアニメで、原作と同様に動物たちの生活を描く作品として企画されていた(その段階で『ボスコの森のなかまたち』という題名でパイロットフィルムも制作されていた)が、先に日本アニメーションが制作していた『宇宙船サジタリウス』のヒットを受け、原作にはいないアプリコット姫をヒロインとした冒険アニメーションに転換された。各話のラストには、「今週のボスコ情報」などのタイトルでボスコの森の近況を伝える2 - 3分ほどのコーナーが設けられているが、これは当初の企画の名残である。
本作は、山寺宏一と皆口裕子のテレビアニメデビュー作である。
最高視聴率は6.1%、平均視聴率は3.3%を記録した（関東地区・ビデオリサーチ社の調査による）。

## あらすじ
「命の水」を司る、妖精の国・フォンテーンランドのアプリコット姫は、悪の王・スコーピオンとその差し金であるフードマンによってさらわれてしまう。アプリコットを助けんとボスコの森に住むフローク、タッティ、オッターの3人はアプリコットを救出するも、アプリコットが次の金環食である「太陽の指輪」までに命の泉に戻って王位を継承しなければ、世界中の水が干上がってしまうことになる。行く手を阻むスコーピオンの魔の手をかいくぐり、3人はアプリコットを無事フォンテーンランドに送り届け、王位を継承させることができるのか？

## 登場人物
フローク
声 - 中原茂
本作の主人公。カエル。熱血漢で楽天家。考えるよりも先に行動するタイプ。ボスコ号一行のリーダーを自任する。勇気があっても見ての通りのカエルなので、ヘビやトカゲには弱い。
タッティ
声 - 石丸博也
カメ。ボスコ号を設計・製作した。フロークとは対照的に慎重で思慮深い性格のため、意見の食い違いが生じることもある。ボスコ号の他にも様々な乗り物を考案する発明家である。
オッター
声 - 山寺宏一
カワウソ。主に釜焚きを担当する。臆病で高所恐怖症、とても心配性な性格。料理が得意。
アプリ/アプリコット
声 - 皆口裕子
本作のヒロインで、フォンテーンランドの王女。困っている人を見捨てておけない優しい性格。寒さに弱く、気温の低い環境にいると凍りついてしまう。
スピーク
声 - 福純寛子
アプリコットのペットで九官鳥型のロボット。最後に聞いた言葉をオウム返しすることしかできなかったが、タッティに改造されて自分で考えて話せるようになった。
エンダー
声 - 宮内幸平
アプリコットの家来で、フォンテーンランドの総理大臣。フロークたちを見下しており、彼らにアプリコットへの接し方や騎士の心構えをいちいち指南するため、彼らから煙たがられている。
フードマン
声 - 銀河万丈
その名の通り、頭からすっぽりとフードをかぶった怪しい男。スコーピオンの手下で、部下のジャックとフランツを率いてアプリコット姫を付け狙う。スコーピオンに対しては「忠誠を誓っている」というよりも「給料のために雇われている」面が強く、たびたび任務と自分の生活を秤にかけては後者を取って尻込みするといった人間臭い面が見られる。
ジャック
声 - はせさん治
黒ネコの姿をしている。フランツ同様、臨時雇いでスコーピオン一味に仕えており、フードマンの部下として働いているが、むしろ邪魔をしていることのほうが多い。
フランツ
声 - 緒方賢一
ひげ面の小人の姿をしている。ジャック同様、臨時雇いでスコーピオン一味に仕えており、フードマンの部下として働いているが、むしろ邪魔をしていることのほうが多い。
ダミア
声 - 吉田理保子
スコーピオン一味の幹部で美貌の女暗殺者。フードマンよりも地位は上（もしくは対等）。フードマンにかわってアプリコット捕獲の指揮を執る。様々な効果のある薬品を調合してフロークたちを苦しめる。
スコーピオン
声 - 柴田秀勝
世界の砂漠化を目論む謎の大魔王。その正体は、いかなる惑星をも食いつくす昆虫のような宇宙生物である。

## スタッフ
- 原作 - トニー・ウルフ『ボスコの森の住人たち』
- 監督 - 杉山卓
- 製作 - 本橋浩一
- 製作管理 - 高桑充
- 企画 - 佐藤昭司
- キャラクターデザイン - 関修一
- メカデザイン - 小泉謙三
- 美術監督 - 工藤剛一
- 色指定・検査 - 田原洋
- 彩色 - スタジオ・キリー
- 撮影監督 - 森田俊昭
- 編集 - 岡安肇
- ネガ編集 - 小島俊彦、中葉由美子
- 現像 - IMAGICA
- タイトル - 道川昭
- 録音監督 - 田中英行
- 音楽 - 渡辺俊幸
- 音響効果 - 新井秀徳（フィズ・サウンド）
- 整音 - 佐藤守 → 佐藤千明
- 録音スタジオ - 映広スタジオ
- 制作デスク - 小村統一、豊住政弘（第5・9・12・16・19・24話）
- プロデューサー - 諏訪道彦（よみうりテレビ）、大橋益之助（電通大阪支社）、遠藤重夫
- 制作 - よみうりテレビ[3]、電通大阪支社[3]、日本アニメーション[3]

## 音楽

### 主題歌
「ときめきはForever」
日髙のり子によるオープニングテーマ。作詞・作曲は高橋研、編曲は井上鑑。
「晴れた日にも愛をください」
日高のり子によるエンディングテーマ。作詞・作曲は高橋研、編曲は井上鑑。
上記2曲を収録したEPレコード「ときめきはForever」が、1986年10月21日にキャニオン・レコード（現在のポニーキャニオン）から日高のシングルとして発売された。これらは、1986年11月21日に同社から発売されたサウンドトラック『ボスコアドベンチャー 音楽編』と2004年8月25日に日本コロムビアから発売されたオムニバスCD『日本アニメーションの世界 主題歌・挿入歌大全集 第3集 〜SF・ファンタジー編〜』に収録されている。

### 挿入歌
「ボスコアドベンチャー」
中原茂・石丸博也・山寺宏一・皆口裕子による挿入歌。作詞は冬杜花代子、作曲・編曲は渡辺俊幸。
「カラカラまっくら」
銀河万丈・はせさん治・緒方賢一による挿入歌。作詞は冬杜花代子、作曲・編曲は渡辺俊幸。
番組内コーナー「今週のボスコミュージカル」で使用されたキャラクターソング。
上記2曲を収録したレコードもキャニオン・レコードから発売された。またこれらも、『ボスコアドベンチャー 音楽編』と『日本アニメーションの世界 主題歌・挿入歌大全集 第3集 〜SF・ファンタジー編〜』に収録されている。

## 各話リスト
| 話数   | 初放送日       | サブタイトル                       | 脚本     | 絵コンテ | 作画監督 | 演出            |
| ------ | -------------- | ---------------------------------- | -------- | -------- | -------- | --------------- |
| 1      | 1986年 10月6日 | さらわれた妖精の姫・ボスコ号発進！ | 藤本信行 | 杉山卓   | 小川隆雄 | 花井信也        |
| 2      | 10月13日       | 眠れる巨人を起こすな！             | 藤本信行 | 遠藤克己 | 前田英美 | 花井信也        |
| 3      | 10月20日       | ドラゴン谷は危険がいっぱい         | 藤本信行 | 杉山卓   | 小川隆雄 | 花井信也        |
| 4      | 10月27日       | がんばれ！子供ドラゴン             | 藤本信行 | 池野文雄 | 小泉謙三 | 花井信也        |
| 5      | 11月3日        | 光るキノコを手に入れろ！           | 藤本信行 | 高木翎   | 井上栄作 | 花井信也        |
| 6      | 11月10日       | 大魔宮のデッドヒート               | 藤本信行 | 杉山卓   | 前田英美 | 花井信也        |
| 7      | 11月17日       | アプリコット姫危機一髪             | 藤本信行 | 池野文雄 | 小川隆雄 | 花井信也        |
| 8      | 11月24日       | フードマンのおかしなマジック       | 藤本信行 | 杉山卓   | 前田英美 | 花井信也        |
| 9      | 12月1日        | オアシスの不気味な地下牢           | 藤本信行 | 森田風太 | 北條昌子 | 高木翎 花井信也 |
| 10     | 12月8日        | ボスコ号海上漂流                   | 藤本信行 | 杉山卓   | 小川隆雄 | 花井信也        |
| 11     | 12月15日       | ずうずうしいユニコーン             | 藤本信行 | 杉山卓   | 前田英美 | 花井信也        |
| 12     | 12月22日       | 凍った村を救え！雪原の大追跡       | 藤本信行 | 森田風太 | 北條昌子 | 高木翎 花井信也 |
| 13     | 1987年 1月5日  | 妖精アプリコット姫のさだめ         | 吉川惣司 | 杉山卓   | 小川隆雄 | 花井信也        |
| 14     | 1月12日        | トカゲ城アプリ救出作戦             | 吉川惣司 | 杉山卓   | 小泉謙三 | 花井信也        |
| 15     | 1月19日        | 美しき暗殺者ダミア登場             | 吉川惣司 | 東野竜夫 | 前田英美 | 花井信也        |
| 16     | 1月26日        | 眠りの森の大混戦                   | 吉川惣司 | 高木翎   | 椎谷盛   | 花井信也        |
| 17     | 2月2日         | ニセ者はダレダ？                   | 藤本信行 | 杉山卓   | 小川隆雄 | 花井信也        |
| 18     | 2月9日         | 湖底の潜水艦大戦争                 | 藤本信行 | 東野竜夫 | 前田英美 | 花井信也        |
| 19     | 2月16日        | 謎の水なし王国                     | 吉川惣司 | 高木翎   | 平岡正幸 | 高木翎 花井信也 |
| 20     | 2月23日        | みず・ミズ大戦争                   | 吉川惣司 | 杉山卓   | 小川隆雄 | 花井信也        |
| 21     | 3月2日         | アプリコットの決意                 | 藤本信行 | 杉山卓   | 前田英美 | 花井信也        |
| 22     | 3月9日         | 枯れゆく王宮・ボスコ号大破!        | 藤本信行 | 池野文雄 | 小泉謙三 | 花井信也        |
| 23     | 3月16日        | 黒いストームの恐怖                 | 藤本信行 | 東野竜夫 | 小川隆雄 | 花井信也        |
| 24     | 3月23日        | 悪魔スコーピオンとの対決           | 吉川惣司 | 高木翎   | 平岡正幸 | 高木翎 花井信也 |
| (SP)25 | 3月30日        | 走れフローク太陽の指輪の日は来た！ | 吉川惣司 | 池野文雄 | 前田英美 | 花井信也        |
| (SP)26 | 3月30日        | アプリ変身・よみがえるか命の泉     | 吉川惣司 | 杉山卓   | 小川隆雄 | 花井信也        |

最終回放送日の1987年3月30日は通常放送の最終回の前に、17:00 - 17:30にて直前の第25話が放送された。

## 放送局
| 放送期間 | 放送時間           | 放送局         | 対象地域       | 備考   |
| --- | ------------------ | -------------- | -------------- | ------ |
| 1986年10月6日 - 1987年3月30日 | 月曜 19:00 - 19:30 | 読売テレビ     | 近畿広域圏     | 制作局 |
| |                    | 札幌テレビ     | 北海道         |        |
| |                    | ミヤギテレビ   | 宮城県         |        |
| |                    | 福島中央テレビ | 福島県         |        |
| |                    | 日本テレビ     | 関東広域圏     |        |
| |                    | テレビ新潟     | 新潟県         |        |
| |                    | テレビ信州     | 長野県         |        |
| |                    | 静岡第一テレビ | 静岡県         |        |
| |                    | 中京テレビ     | 中京広域圏     |        |
| |                    | 広島テレビ     | 広島県         |        |
| |                    | 西日本放送     | 香川県・岡山県 |        |
| |                    | 福岡放送       | 福岡県         |        |
| |                    | テレビ長崎     | 長崎県         |        |
| |                    | 熊本県民テレビ | 熊本県         |        |
| （遅れネット） | 金曜 16:30 - 17:00 | 山形放送       | 山形県         | [ 7 ]  |
| | 土曜 7:00 - 7:30   | 鹿児島テレビ   | 鹿児島県       | [ 7 ]  |
| 放送時間は、個別に出典が提示されているものを除き1987年2月中旬 - 3月上旬時点のものを記載する。 第25話のみ1987年3月30日（月）17:00 - 17:30に放送された（遅れネットの放送局を除く）。 |                    |                |                |        |

## エピソード
前番組『ロボタン』から引き続き、諏訪道彦がプロデューサーを務めていた。諏訪は前年によみうりテレビ東京支社へ異動したが、当時はアニメ部門が大阪・東天満のよみうりテレビ本社にあり、またスポンサーのセールスも電通大阪支社が受け持っていたため、交渉などで毎月大阪 - 東京間を行ったり来たりしていたという。なおアニメ部門は、この後に同じ枠で放送される『シティーハンター』のヒットによって東京制作局へ移ることになる。
学研の児童誌『1-2年の学習』に、本作の記事が連載されていた時期がある。

## ビデオ
2003年7月25日、本作全26話を収録したDVD-BOXがタキ・コーポレーションから発売された。
2017年7月28日、HDネガテレシネによってリマスターされた本作の第1～13話を収録したBlu-ray-BOX Vol.1が、同年8月25日に第14～26話を収録したVol.2が、ベストフィールドから発売された。